# Mutarotacija
Mutarotacija je promena optičke rotacije koja se javlja pri epimerizaciji (promeni u ekvilibrijumu između dva epimera, pri čemu se odgovarajući stereocentri interkonvertuju). Ciklični šećeri ispoljavaju mutarotaciju kao intekonverzuju α i β anomernih formi. Optička rotacija rastvora je zavisna od optičke rotacije svakog anomera i njihovog odnosa u rastvoru.
Mutarotaciju je otkrio francuski hemičar Dubrunfaut 1846, kad je zapazio da se specifična rotacija vodenih rastvora šećera menja tokom vrenema.